# Perry Belmont
Pour les articles homonymes, voir Belmont.
Perry Belmont (28 décembre 1851, New York – 25 mai 1947, Newport) est un diplomate et homme politique américain.

## Biographie
Fils d'August Belmont, Sr. et petit-fils de Matthew Perry, il est le frère d'Oliver Belmont et d'August Belmont, Jr.. Après avoir fréquenté l'Everest Military Academy et être sorti diplômé de Harvard College en 1872 et de la Columbia Law School en 1876, Perry Belmont pratique le droit à New York pendant cinq ans. Dans le cabinet d'avocats Vinton, Belmont & Frelinghuysen il est associé à son cousin, l'écrivain Arthur Dudley Vinton (en), et à George Griswold Frelinghuysen (en), futur président de la Ballantine Brewing Company (en).

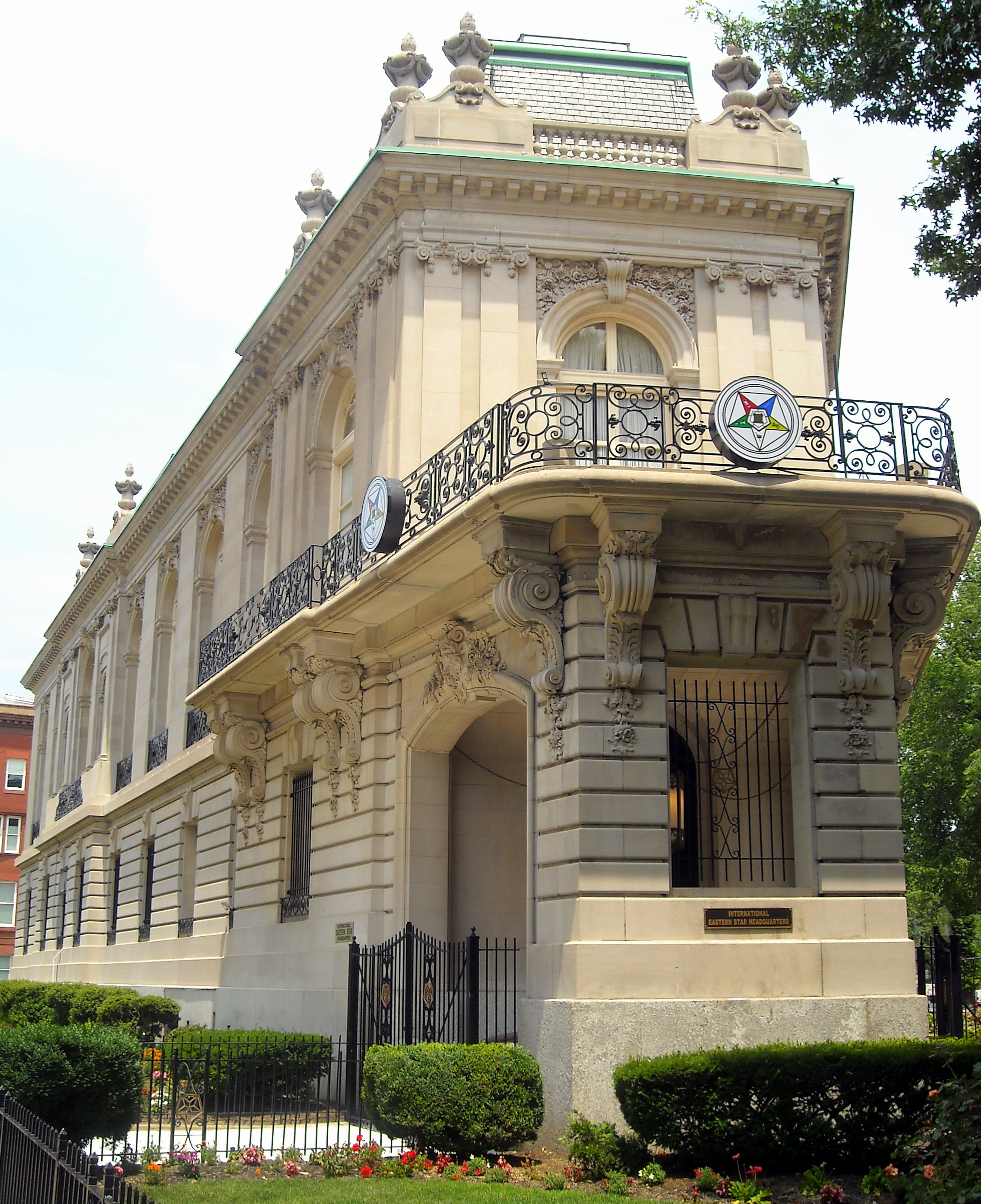
Perry Belmont House à Washington D.C.

Il est membre du Congrès des États-Unis de 1881 à 1889, dont il est président de la Commission des Affaires étrangères de 1885 à 1887.
En 1889, il est nommé ambassadeur en Espagne et, en 1898, il sert dans l'armée comme inspecteur général avec le grade de major. Il devient président permanent de la  National Publicity Bill Organization en 1898.
Descendant par sa mère du capitaine Christopher Raymond Perry (en), il est membre à titre héréditaire de la Société des Cincinnati et de la Société de Rhode Island des Sons of the Revolution (en).

## Sources
- (en) Cet article est partiellement ou en totalité issu de l’article de Wikipédia en anglais intitulé « Perry Belmont » (voir la liste des auteurs).
- Biographical Directory of the United States Congress
- Appletons' Cyclopædia of American Biography, 1900
- The Cyclopædia of American Biography, 1918